# راشيل هورويتز
راشيل إليزابيث هورويتز (بالإنجليزية: Rachel Haurwitz)‏ (مواليد 20 مايو 1985) عالمة كيمياء حيوية وبيولوجية هيكلية الأمريكية، المؤسس المشارك والرئيس التنفيذي ورئيس لشركة كاريبو للعلوم البيولوجية، شركة لتحرير الجينات.

## السيرة الذاتية

### النشأة والتعليم
ولدت هورويتز في 20 مايو 1985 في أوستن، تكساس. عملت والدتها كمدرسة ابتدائية بينما كان أبيها صحفيا في إحدى المجلات البيئية. وصفت نفسها في صغرها بأنها «كانت مثال للطالب المحب كثيرا للعلم والتعليم». أثناء دراستها في المرحلة الثانوية، احتفظت هورويتز بما يقرب من 400 نوع من المستورقات في غرفة الطعام الخاصة بالعائلة لإجراء تجارب على هذه الكائنات المذهلة.
بدأت هورويتز في البحث عن الحمض النووي الريبي خلال سنوات دراستها الجامعية. إلتحقت بعد ذلك بكلية هارفارد حيث حصلت على درجة البكالريوس. في عام 2007، بدأت دراساتها للحصول على درجة الدكتوراه في جامعة كاليفورنيا، بيركلي. في سن الحادي والعشرين، بدأت هورويتز العمل كطالب دراسات عليا في مختبر جنيفر دودنا، في عام 2008 حيث أكملت الدكتوراه في البيولوجيا الجزيئية والحيوية. كانت هورويتز في الأصل تريد أن تصبح محاميًا في مجال الملكية الفكرية لبراءات اختراع التكنولوجيا الحيوية، لكنها اختارت لاحقًا الاستمرار والمتابعة في مجال العلوم.

### الحياة العملية
في عام 2011، تشاركا هورويتز ودونا في تأسيس شركة كاريبو للعلوم البيولوجية، شركة ناشئة بهدف تحرير وتصحيح الجينات.. هي أيضا الرئيس التنفيذي للشركة والمدير الخاص بها. تحمل العديد من براءات الاختراع للتكنولوجيات المستندة إلى كريسبر. كانت شركة كاريبو للعلوم البيولوجية موجودة في البداية في قبو نفس المبنى الذي يضم مختبر دونا. تدعم شركة هورويتز تسويق تقنية كريسبر في الرعاية الصحية والزراعة.
اهتم باحثوا هذه الشركة بالعديد من القضايا خصوصا ما له علاقة بمضادات الميكروبات، ندرة الغذاء ونقص اللقاحات. قامت الشركة بترخيص براءة اختراع كريسبر لشركة بيركلي والتعامل مع الشركات الزراعية والصيدلانية وشركات الأبحاث. بحلول عام 2018، كانت الشركة تشرف على 46 موظفًا. في العام نفسه، أعلنت هورويتز أن مؤسسة كاريبو للعلوم البيولوجية ستحول هدفها للتركيز على الطب وتطوير علاجات السرطان والتي تستهدف الميكروبات.
عن كونها مديرة تنفيذية، ذكرت هورويتز أنها عانت من مواقف عوملت فيها بطريقة مختلفة بسبب جنسها. وذكرت أيضًا أنها شعرت في كثير من الأحيان بالتقليل من قدرها بسبب صغر سنها.

### الحياة الشخصية
تعتنق هورويتز الديانة اليهودية. هي أيضا عداءة لمسافات طويلة تتدرب على سباق الماراثون.

## الجوائز
حصلت هورويتز على العديد من الجوائز خلال مسيرتها المهنية، مثل:
- تم ذكره في عام 2014 ضمن قائمة فوربس 30 تحت سن 30.[12]
- في أبريل 2018، حصلت على جائزة جمعية المرأة في العلوم للجيل القادم.[13]
- في نوفمبر 2018، فوربس لأفضل 50 امرأة في مجال التكنولوجيا.[14]

## الأعمال المختارة

### الأوراق
- هورويتز، راشيل إي. جينيك، مارتن؛ فيدينهفت، بليك؛ تشو، كايهونغ؛ دودنا، جنيفر أ. (10 سبتمبر 2010). «معالجة الحمض النووي الريبي المتسلسل والهيكل الخاص بمعالجة نوكلياز كريسبر».
- تشي لي هورويتز، راشيل؛ شاو، ونجون؛ دودنا، جنيفر أ. آركين، 16 سبتمبر 2012. «معالجة الحمض النووي الريبي تمكن البرمجة المتوقعة للتعبير الجيني».

## وصلات خارجية
- راشيل هوريتز في مؤتمر فيفا تكنولوجي عام 2018.
- راشيل هوريتز- فوربس.